# Schemat elektryczny podstawowy
Schemat elektryczny podstawowy – schemat elektryczny grupy 1, którego zadaniem jest pokazanie obiektów lub ich najważniejszych elementów, ich zadań i wzajemnych powiązań. Schemat taki tworzy się przy projektowaniu obiektów. Służy do zaznajomienia się ze strukturą układu i działaniem obiektu oraz stanowią podstawę do wykonania schematów innych grup.
Do schematów podstawowych zalicza się według normy PN-79/E-01244:
- schematy strukturalne o oznaczeniu kodowym 101
- schematy funkcjonalne o oznaczeniu kodowym 102.

Na schematach podstawowych zwykle stosuje się symbole elektryczne uproszczone lub symbole blokowe elementów funkcjonalnych (w formie prostokątów, kwadratów, trójkątów, okręgów i tym podobnych figur geometrycznych). Połączenia między elementami zwykle przedstawia się jednoliniowo.